# René Guay
René Guay (ur. 4 września 1950 w Saint-Thomas-Didyme) – kanadyjski duchowny katolicki, biskup Chicoutimi od 2018.

## Życiorys

### Prezbiterat
Święcenia kapłańskie przyjął 13 lipca 1975 i został inkardynowany do diecezji Chicoutimi. Przez kilkanaście lat pracował jako misjonarz w Chile. Po powrocie do kraju objął funkcję ojca duchownego w diecezjalnym seminarium. Od 1999 pracował jako więzienny kapelan - najpierw w rodzinnej diecezji, a od 2015 w Québecu.

### Episkopat
18 listopada 2017 roku został mianowany przez papieża Franciszka biskupem diecezji Chicoutimi. Sakry udzielił mu 2 lutego 2018 metropolita Québecu - kardynał Gérald Lacroix.